# Physocephala nigra
Physocephala nigra är en tvåvingeart som först beskrevs av De Geer 1776.  Physocephala nigra ingår i släktet Physocephala och familjen stekelflugor. Enligt den finländska rödlistan är arten akut hotad i Finland. Arten är reproducerande i Sverige. Artens livsmiljö är torra gräsmarker. Inga underarter finns listade i Catalogue of Life.